# 李红 (心理学家)
李红，中國心理学家，教授，主要从事高级认知过程、认知发展等方面的研究工作。担任中国心理学会第十二届理事会理事长，入选中华人民共和国教育部2008年度"长江学者"特聘教授、首批“新世纪百千万人才工程国家级人选”，享受中国国务院政府特殊津贴。